# 黄历

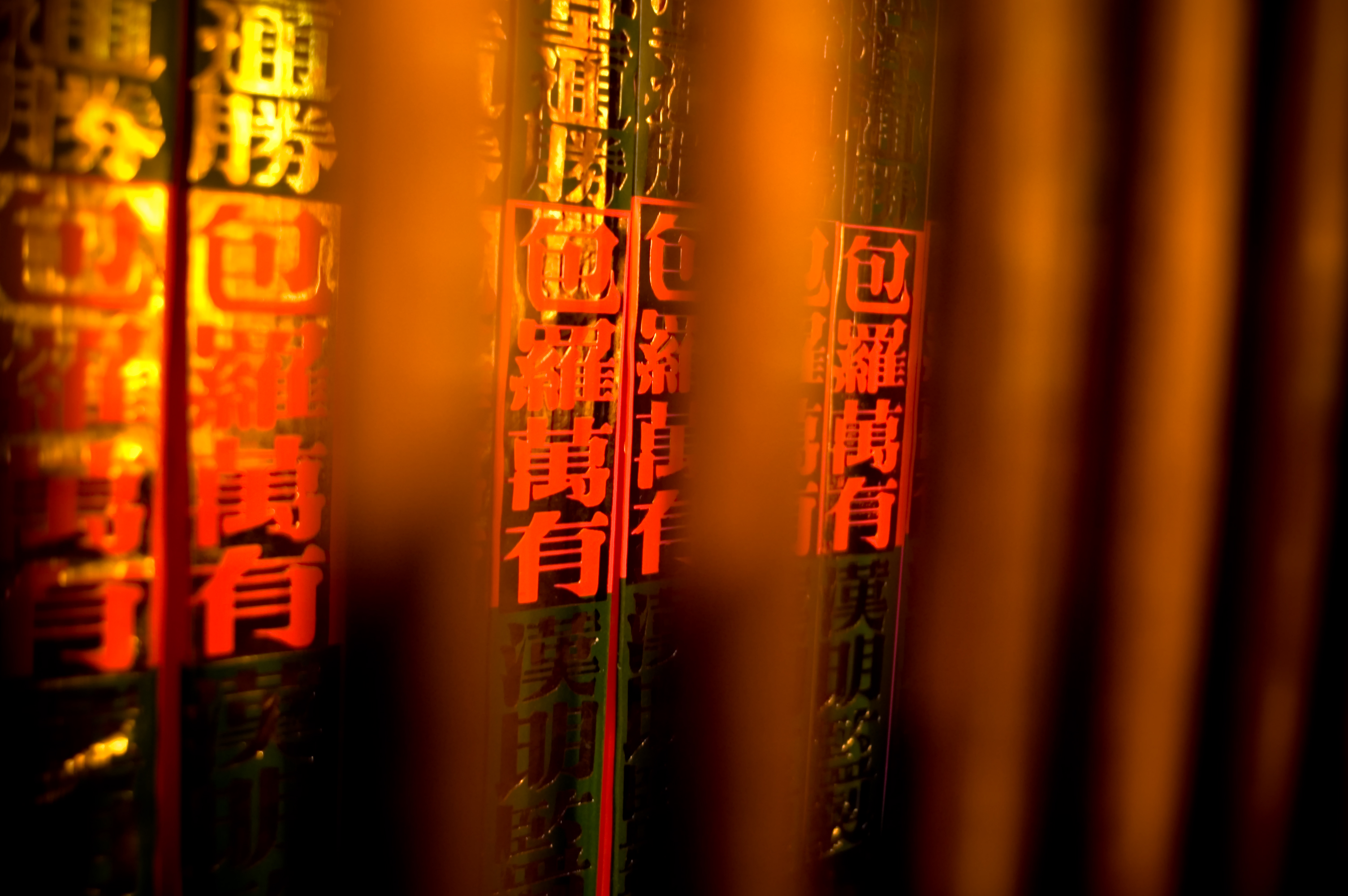
通勝

黄历，是在農曆基础上产生出来的，带有许多表示当天吉凶的一种历法。由於裝訂成書，故又稱曆書。主要內容為二十四節氣的日期表，每天的吉凶宜忌、生肖運程等。唐代以後曆書必須由皇帝頒布，官方印刷，所以稱為皇曆。因多用黃色封皮，又稱黃曆。古代由政府颁发的历书，公布来年的年号、节日、节气，反映自然界时间更替和气象变化的客观规律，指导劳动人民的农业生产，也作为政府公文签署日期的依据。
戰國至秦漢時期的曆書稱為日書。古時由朝廷負責天文曆法的官署計算頒訂，以皇帝的名義頒佈，因此也称皇历，其內容指導農民耕種時機。清朝乾隆帝即位以來為避其名諱（弘曆），改稱时宪书，直至清末為止，是指历书是指按照一定的历法排列年、月、日、時，并注明节气的參考書籍。
術數家對黃曆的傳注稱為通書，取名自「通天人之際」，增添了擇日的宜忌規則、神煞（神靈和凶煞）起例等術數理論和方法的內容。因通書的「書」字跟「輸」字同音，因忌諱故粵語地區則多稱通勝或吉書。

## 歷史
中國最晚在戰國時代就已經有曆書存在，作為人民的生活指導手冊。元泰定五年（1328年），官印黃曆高達三百多萬本。
古時曆書係由朝廷發布，如秦、汉的太史令，唐代的太史局，宋、元的司天监，明、清的钦天监等，明朝崇禎二年至崇禎七年（公元1629年至1634年），徐光啟領導下的曆局組聘專家編纂了《崇禎曆書》。清朝肇建，傳教士將《崇禎曆書》稍作整理，作《西洋曆法新書》進呈清帝。它在很長一段時期內，是當時天文學家學習和研究西方天文學的重要著作。清代時，每年十月初一日钦天监颁布來年的黃历。此前，钦天监会按照是否改元等，定好新历，呈皇帝御览，皇帝在上面盖上玉玺。各擇日師都參照朝廷頒布的《欽定協紀辨方書》，掛上各家堂號，另行出版「通書」。
信奉基督教的太平天國頒行的黃曆刪去所有禁忌，只註明節氣與禮拜天。清宣統年間頒布的黃曆，也禁止刊載宜忌、沖煞、方位、流年、太歲。
中華民國成立，既有官方發行的通書，又有由各地命相師自行研究出版，或將版權售予公私機關印行的曆書。中华人民共和国成立之后，1951年历书由新华通书社颁发，1975年历书由多家出版社多机构联合刊印。由於在文革時期傳統曆書被視為封建迷信，刪除了術數相關內容。改革開放之後逐漸恢復。现在市面上流行的历书多为自行印制。
台灣日治時期的黃曆，也只有「宜」而無「忌」；中華民國接管臺灣後，又恢復傳統的吉凶宜忌說明。目前台灣每年印製的黃曆大約為五、六百萬本左右，八成以上為贈品。台灣的黃曆、通書大約三分之二都宣稱是從兩百年前福建洪潮和的「繼成堂」通書傳承而來；香港流行的源頭則是廣東「崇道堂」羅傳烈通書。
現時香港的黃曆為私人印製，以蔡伯勵所開設的真步堂發行的曆書最為著名。

## 择日宜忌
在《黄历》中，有一文字最多的栏目，书写每日，进行各种活动的宜忌。以下是各种活动事项的术语。

### 冠婚喪祭相关通书术语
| 术语 | 另称                                     | 注释 |
| ---- | ---------------------------------------- | --- |
| 纳采 | 提亲、说亲                               | 中国传统婚礼中的六礼之一，婚嫁的第一步骤，即男方准备礼物到女方家求婚。 |
| 问名 | 纳采问名、纳采                           | 中国传统婚礼中的六礼之一，婚嫁的第二步骤，男方将问女方姓名的书信交给媒人带到女方家，女方回书，里面有女方姓名、生辰八字和其父母姓名。纳采和问名通常是连续进行。                       |
| 纳吉 |                                          | 中国传统婚礼中的六礼之一，婚嫁的第三步骤，问名后，男方将男女二人之生辰八字交给算命师，算命师算出二人合适后，男方又去占卜，必须卜得吉兆，然后通知女方，婚姻已定。                     |
| 納徵 | 纳币、行聘、订盟、过定、文定、完聘、小聘 | 中国传统婚礼中的六礼之一，婚嫁的第四步骤，纳吉后，男方备妥聘金及各种礼物送于女方。                                                                                                   |
| 请期 |                                          | 中国传统婚礼中的六礼之一，婚嫁的第五步骤，纳征后男方选择结婚日，告之女方，征求女方同意。                                                                                             |
| 亲迎 | 迎亲、嫁娶                               | 中国传统婚礼中的六礼之一，婚嫁的第六亦是最后一个步骤。请期后，新郎在已定的日子，穿礼服到女方家迎接新娘至新郎家，拜礼。                                                               |
| 裁衣 |                                          | 主要指剪裁新娘的婚服，另外还指剪裁丧事的寿衣。 |
| 安床 |                                          | 指安置床铺。又分安置新床与旧床重新安置。安置新床指嫁娶前男方安置新人房中的床。旧床重新安置是因为运势不佳或女方久久不孕，重新安排过床的位置与方向，以求改运或女方怀孕。               |
| 合帐 | 设帐                                     | 缝制新郎及新娘要用的蚊帐，安床与设帐通常合而为一，有时亦并称安床设帐。 |
| 开容 | 整容、開面                               | 古代指新娘出嫁前，请人用线拔除脸上毫毛。现代可指新娘美容或化妆。 |
| 纳婿 | 招婿                                     | 与女方嫁到男方为媳相反，纳婿为男方入赘女方为婿。男方而言是入赘，女方而言是招赘。 |
| 冠笄 | 冠带                                     | 指男女的成年仪式。男子20岁成年时行成年礼时行冠禮，女子最早15岁、最遲行成年礼时行笄禮。                                                                                               |
| 入殓 |                                          | 将尸体放入棺材。 |
| 移柩 |                                          | 移动棺材。 |
| 破土 |                                          | 掘開土地埋葬死人。 |
| 安葬 |                                          | 举行埋葬等仪式。 |
| 修坟 |                                          | 修理坟墓。 |
| 啟攢 |                                          | 指洗骨。 |
| 祭祀 |                                          | 指舉行社會上的重大祭祀儀式，如政府的封禪、祭天、全宗族數百人的祠祭儀式等。如果是日常一般燒香拜神祭祖，或民間年節、神佛生日、得道日等慶典，或是先人生辰、忌日等紀念日等，皆不在此限。 |
| 祈福 |                                          | 指廟方作醮、舉辦法會，一說是「請他廟神靈鑒醮」或「祭星、拜斗」等等儀式。一般民眾向家中神佛、祖先祈求平安，或到廟中禮佛拜神、許願還願、演戲酬神、祈求好運等，皆不在此限。             |
| 开光 |                                          | 神像、佛像塑成后、供奉上位之事。 |

### 建筑、搬迁
| 术语                         | 另称                           | 介绍 |
| ---------------------------- | ------------------------------ | --- |
| 搬迁方面                     |                                | |
| 移徙                         |                                | |
| 入宅                         |                                | 家庭搬入新屋，或機構遷至新址，以祭神儀式為起始點，稱作「入厝儀式」。故民間通常是搬家前擇取吉日，舉辦「入厝儀式」。亦有人在搬家後，才擇取吉日，舉辦「入厝儀式」。 |
| 拆卸建筑物方面               |                                | |
| 破屋坏垣                     |                                | 拆除房屋与围墙，垣的意思为圍墙。 |
| 拆卸                         |                                | 拆除建筑物。 |
| 建造方面'                    |                                | |
| 修造                         | 竖造                           | 修理建造各种建筑物。 |
| 动土                         |                                | 建筑房屋时、第一次挖土。填平洼地或铲平凸地时亦在此列。 |
| 起基                         | 起基定磉（磉为柱子下面的石头） | 即建筑时的打地基工程，起阳宅时，重要的是位置与方向，“定磉”指的定是定方向。                                                                                       |
| 架马                         | 起工架马                       | 旧时指建筑时搭木架，以利建筑工程施工。现代指鹰架。 |
| 盖屋                         | 盖屋合脊、盖屋泥壁、盖屋泥饰   | 盖屋顶及粉刷泥壁。 |
| 安门                         | 造门                           | 安装门，主要是指一個建物的大门、正门，修理房門不在此限。 |
| 垣墙                         |                                | 建造建筑物四周的围墙。 |
| 平治道涂                     |                                | 将建筑物四周的道路铺平。 |
| 粱柱方面                     |                                | |
| 伐木                         | 伐木作粱、入山伐木             | 砍伐树木，以做为建筑的粱木。 |
| 开柱                         |                                | 开柱眼，在粱柱上面开洞。 |
| 定粱                         |                                | 固定粱木。 |
| 竖柱上粱                     |                                | 竖立柱子，上置横梁。 |
| 建造安装建筑物的各种设备方面 |                                | |
| 作灶                         | 安修厨灶                       | 旧时是制作或修补炉灶；现代为安装或修理瓦斯炉灶。 |
| 安磨                         |                                | 安装石磨等用具。 |
| 作厕                         | 开厕                           | 建造或修改厕所，古代包括厕道，现在包括排污管。 |
| 建造特殊建筑物方面           |                                | |
| 造仓                         | 造仓库                         | 建筑仓库。 |
| 斋醮                         |                                | 庙宇建醮前需举行的斋戒仪式。 |
| 造庙                         |                                | 建造宗祠，寺庙等建筑物 |
| 修补方面                     |                                | |
| 修仓                         | 修仓库                         | 修理仓库 |
| 补垣塞穴                     |                                | 修补墙上的洞穴。 |
| 补垣墙                       | 修饰垣墙                       | 修补粉刷建筑物四周的围墙。 |
| 买卖产业方面                 |                                | |
| 置产                         | 修置产室                       | 购买已建成的建筑物。 |
| 买宅受田                     |                                | 购买住宅与田地，或接收赠送的住宅与田地。 |
| 与水有关的建筑方面           |                                | |
| 造桥                         |                                | 建筑桥梁。 |
| 开渠                         |                                | 建造建筑物内或附近的水沟，现代包括下水道。 |
| 穿井                         | 开井                           | 开水井。 |
| 开池                         |                                | 开挖池塘。 |
| 作陂                         |                                | 陂池即蓄水池，建造蓄水池。 |
| 放水                         | 开渠放水                       | 主要指把水注入新的蓄水池。 |
| 筑堤                         |                                | 修筑堤防。 |

### 生活起居及仪式庆典方面
| 术语           | 另称   | 介绍                                                                     |
| -------------- | ------ | ------------------------------------------------------------------------ |
| 家庭成员的改变 |        |                                                                          |
| 分居           |        | 指大家族分家，成员搬至他处定居。                                         |
| 进人口         |        | 认养养子；增添家傭、奴婢。                                               |
| 卫生方面       |        |                                                                          |
| 剃头           | 理发   | 主要指婴儿第一次剃去胎毛。現代人則說嬰兒除外，頭髮長過腰際則剪髮須擇日。 |
| 整手足甲       |        | 剪指甲与脚甲，主要指婴儿的首次做这些事。                                 |
| 沐浴           |        | 即洗澡，主要指斋戒沐浴净身，也指婴儿首次洗身。                           |
| 扫舍宇         | 解除   | 特指新房打扫屋内外                                                       |
| 求医疗病       |        | 求医治疗或动手术。                                                       |
| 疗目           |        | 治疗眼睛。                                                               |
| 针刺           |        | 指针灸，或给奴隶纹身。                                                   |
| 教育方面       |        |                                                                          |
| 入学           |        | 指幼兒第一次進入学校或学堂等接受教育、拜师学艺。                         |
| 各种仪式庆典   |        |                                                                          |
| 会亲友         |        | 拜访亲友，或设宴款待亲友。                                               |
| 进寿           | 做生日 | 给长辈做生日。                                                           |
| 上官赴任       | 赴任   | 新官上任的就职典礼。                                                     |
| 旅行           |        |                                                                          |
| 出行           |        | 出外远行，旅行。                                                         |
| 打官司         |        |                                                                          |
| 诉讼           |        | 打官司，起诉状。                                                         |

### 其他
- 栽种：种植作物。
- 开市：商店开张营业。
- 立券：订立各种契约互相买卖之事。
- 交易：订立各种契约互相买卖之事。
- 求嗣：向神明祈求后代。
- 纳财：购屋产业、进货、收帐、收租、讨债、贷款、五谷入仓等。
- 挂匾：指悬挂招牌或各种匾额。

## 形式演變
中国最早的历书是簡牘和帛書，前者為刻字，後者用毛笔书写、装裱成轴。
唐太和九年（公元835年）前后，随着印刷术的发展，木板刻印的历书出现了。

## 爭議

### 版本爭議
黃曆版本眾多，有官方版本、道教編寫的版本、民間版本的農民曆，官方版的通書以及道教均衍生許多流派，民間版本則是由平民或商人參考官方與道教版本而製作出的農民曆，導致現代民眾在查詢宜忌書籍時，常常發生爭端。

### 迷信爭議
黃曆的術數內容常因沒有根據而被批評為迷信，但不少現代人仍然對黃曆有很深的依賴。學者認為，黃曆流行千年反映了華人因為生活的不確定性，而對擇吉思想的篤信不疑。

## 外部連結
- 黃一農：〈通書──中國傳統天文與社會的交融 （页面存档备份，存于）〉。
- 黃一農：〈嫁娶宜忌：選擇術中的「亥不行嫁」與「陰陽不將」考辨〉。
- 通胜 - 馬來西亞易經網